# Stáří Země

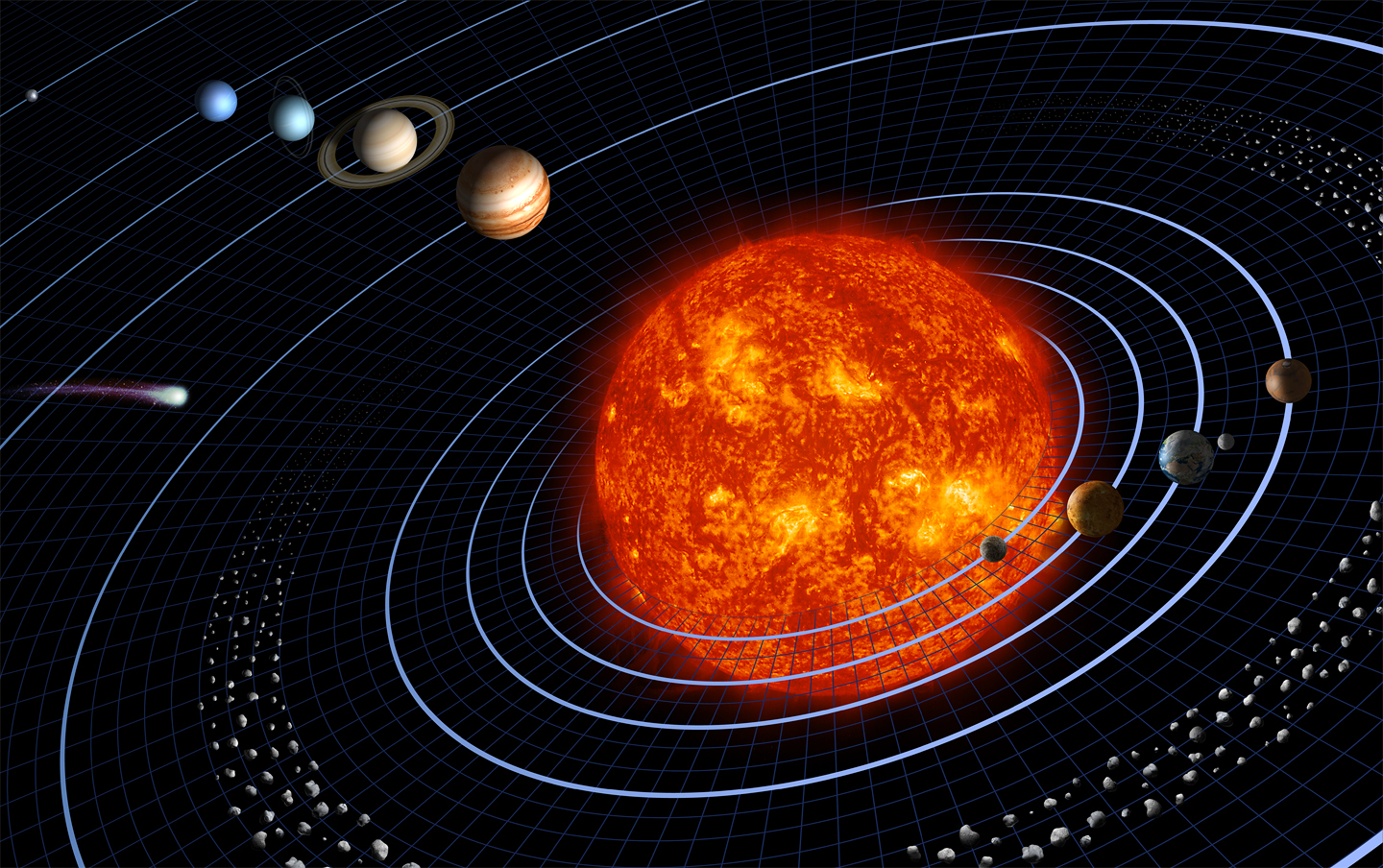
Sluneční soustava – poloměry oběžných drah ani velikosti planet nejsou v pravém měřítku

Stáří Země je přibližně 4,54 miliardy let s nepřesností jeho určení ± 70 milionů let (tedy větší než ± 1%). Toto číslo je kompromisem mezi věkem nejstaršího minerálu nalezeného na Zemi – zirkonu z Jack Hills v Austrálii a astronomy a planetology odhadovaného věku sluneční soustavy. Radiometrickým datováním zirkonu byl stanoven jeho věk na 4,4 miliardy let (± 8 milionů let). Porovnáním masy a svítivosti Slunce s řadou jiných hvězd se zdá, že věk celé sluneční soustavy nemůže být mnohem starší. Toto koresponduje s věkem Ca-Al inkluzí nalezených v meteoritech, které byly vytvořeny spolu se vznikem sluneční soustavy a jejich věk byl stanoven na 4,567 miliardy let, což určuje věk sluneční soustavy a indikuje horní hranici věku Země. Utváření Země akrecí částic tedy začalo brzy po vzniku těchto inkluzí a meteoritů. Jelikož čas akrece není přesně znám (různé modely se rozcházejí v milionech let), nelze ani přesněji určit stáří Země.

## Vývoj představ a výzkum

### Předvědecké představy
Ve stoletích předcházejících vědeckotechnické revoluci byly představy o stvoření Země převážně náboženského charakteru. Tyto představy přetrvávají až dodnes, některé skupiny dokonce odmítají jakékoli vědecké důkazy. Jedním z hlavních důvodů pro tento fakt je obtížnost proniknutí do konceptu geologického času, který se vymyká možnostem představivosti člověka.
Některé hinduistické pohledy trvají na tom, že vesmír se vytváří, zaniká a znovu se vytváří v cyklech. V hinduistické kosmologii je stanoven věk trvání vesmíru na 4,32 miliardy let (což představuje jeden den života Brahmy). Pak bude zničen a znovu stvořen. Podle Číňanů Země vzniká a zaniká ve 23-milionových ročních cyklech. Byzantský kněz Berassus zase ve 3. století př. n. l. předpokládal, že svět je starý asi 432 000 let.
Evropské představy byly mnohem konzervativnější. Arcibiskup James Ussher z Armaghu vypočítal v roce 1654 podle Bible a astronomických pozorování datum stvoření Země na 23. říjen 4004 př. n. l.
Byzantský filozof, misionář a zakladatel slovanského písemnictví Svatý Cyril ve své veršované předmluvě ke Staroslověnský překladu Bible známé pod jménem Proglas čili Předmluva (je vůbec první literární památkou v staroslověnštině) uvedl dobovou představu o věku země s tím, že mluvil o sedmém tisíciletí. Sedmé tisíciletí vypočítal tak, že od stvoření světa (a Země) popsaného v Bibli, do narození Krista uběhlo 5 508 let; když se k tomu přičte 863 (rok příjezdu Konstantina a Metoděje na Moravu), vyjde 6 371 let, tedy 7. tisíciletí.
Několik lidí (hlavně Aristoteles) si představovalo, že Země je věčná.

### První koncepty

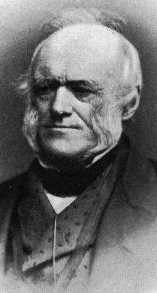
Charles Lyell

V 18. století se již přírodovědci pokusili určit stáří Země vědeckými metodami. Michail Lomonosov, považovaný i za zakladatele ruské vědy, byl jedním z prvních, kdo se pokusil vyřešit tento úkol. Věk Země odhadoval na pár desítek tisíc let.
Lomonosovova myšlenky byly až příliš spekulativní. V roce 1779 se Francouz Georges Louis Leclerc de Buffon snažil zjistit stáří Země pokusem. Sestrojil malý model s podobným složením jako Země. Tento model pomalu ochlazoval a vyšlo mu, že Země je stará 75 000 let.
Velmi málo přírodovědců si myslelo totéž. Většina předpokládala, že Země je věčná, nebo její vznik odvozovali od biblických představ. Ale, mnoho geologů studiem vrstev hornin přišlo na to, že Země se časem měnila. Tyto vrstvy občas obsahovaly zkameněliny neznámých organismů. V roce 1790 britský přírodovědec William Smith poukázal na to, že v různých vrstvách se nenacházejí stejné zkameněliny, což poukazovalo na to, že dané vrstvy nejsou stejně staré.
Někteří přírodovědci (mezi nimi i Smithův student John Phillips) použili tuto myšlenku k rekonstrukci historie Země, ale neuměli zařadit jednotlivé vrstvy na časové škále ani odhadnout jejich věk. V 1830 geolog Charles Lyell posunul tuto teorii dále, zapracoval do ní neustálé změny Země (erozi a tvorbu pohoří) a vytvořil novou teorii pojednávající o dějích na Zemi – uniformitarianismus.

### První výpočty (fyziků, geologů a biologů)
V roce 1862 glasgowský fyzik William Thomson publikoval článek, v němž uvedl stáří Země mezi 20 až 400 miliony lety. Tento údaj zjistil z výpočtů časů potřebných k ochlazení roztavené kamenné koule rozměrů Země na pokojovou teplotu. S danými časy však byl problém, protože některé jevy trvaly podle odhadů mnohem déle.
Biologové byli ochotni akceptovat, že Země existuje pouze určitý čas, ale daná čísla se jim zdála příliš malá. Charles Darwin, který navrhl teorii o původu druhů, nebyl ochoten akceptovat ani 400 milionů let. Darwinův advokát Thomas Huxley napadl v roce 1869 Thompsonovy výpočty s tím, že jsou sice matematicky správně, ale vycházejí z nesprávných předpokladů, což se nakonec ukázalo jako správné tvrzení a Thompsonovy výpočty byly skutečně nesprávné. Další vědci (mezi nimi i německý fyzik Hermann von Helmholtz) se pokoušeli o korekci Thompsonových rovnic, ale všechny pokusy byly nepřesné, protože předpokládali pouze chladnutí, nepočítali s jinými zdroji energie.

### Objev radioaktivity

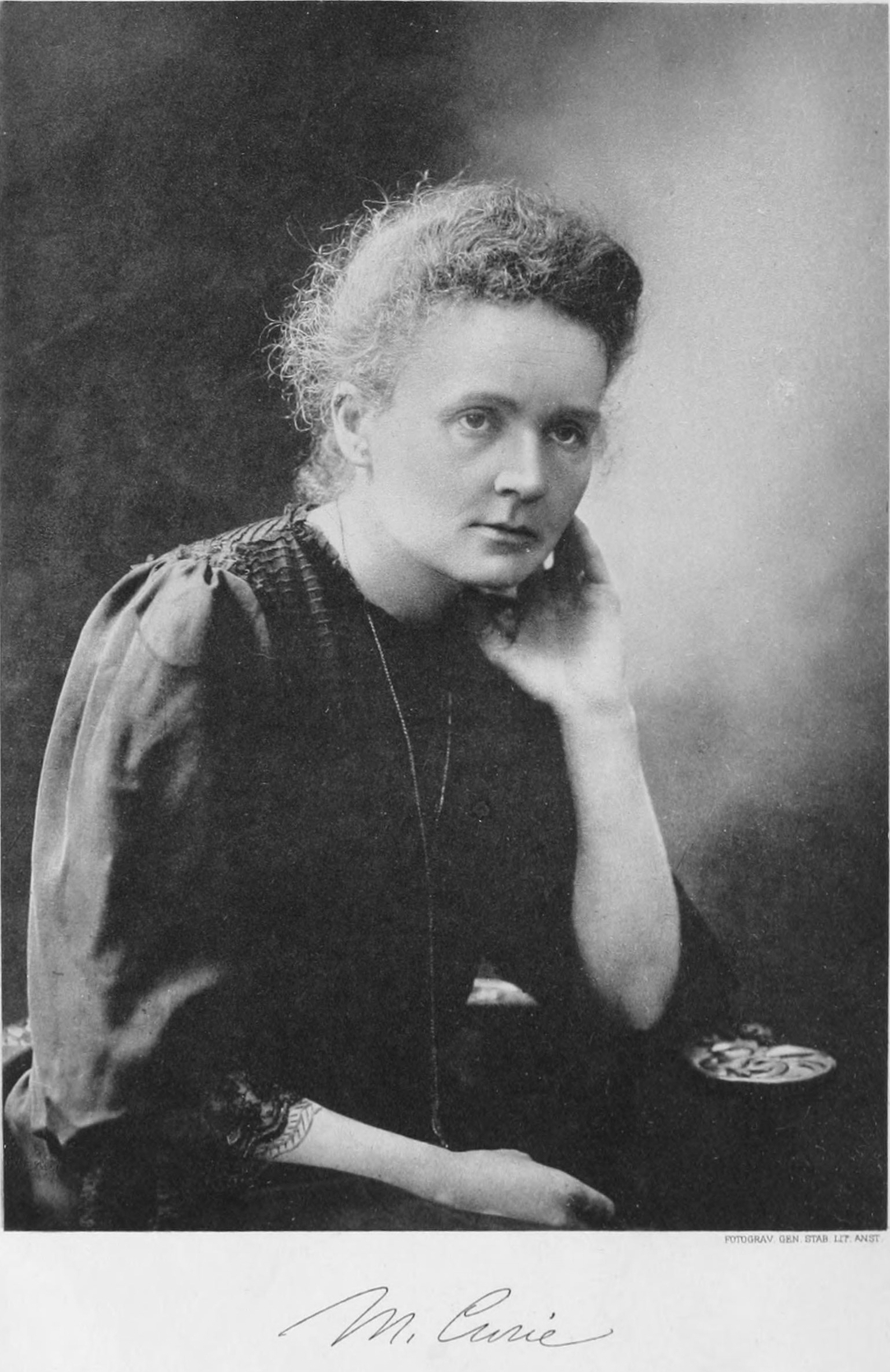
Maria Curie-Sklodowská

Počátkem 20. století byl Thomson povýšen za své zásluhy o rozvoj vědeckého poznání do šlechtického stavu a už jako lord Kelvin si byl jistý svou teorií, že Země není starší než 100 milionů let. Kelvin odvozoval věk Země od chladnutí žhavých železných koulí. Geologové, kteří tušili, že Země musí být starší, jen korigovali tato tvrzení. Někteří z nich se pokoušeli určit stáří Země na základě narůstání salinity mořské vody, tato měření však také nebyla přesná.
Zlom nastal, když francouzský chemik Henri Becquerel objevil v roce 1896 radioaktivitu. V roce 1898 jiní vědci Maria a Pierre Curie objevili radioaktivní prvky polonium a radium. Geologové velmi rychle pochopili, že radioaktivita jako proces generující energii je hlavním faktorem ovlivňujícím jejich výpočty věku Země.
Lord Kelvin však, bez ohledu na nové objevy, tvrdošíjně zastával své pozice a odmítal uznat, že by se mohl ve svých výpočtech mýlit. Proti jeho názorům se během jeho života nikdo neodvážil veřejně vystoupit, ale po jeho smrti v roce 1907 již bylo možné diskutovat o nových poznatcích.

### Začátky radiometrického datování
Pokračovatelé ve výzkumu radioaktivity (hlavně Ernest Rutherford) zjistili, že radioaktivní prvky se spontánně rozpadají na prvky s menším atomovým číslem a uvolňují při tom záření. Také zjistil, že rychlost rozpadu (nazývaná i poločas rozpadu) se u různých prvků liší.
Některé prvky se rozpadají rychle, jiné zase velmi pomalu. Uran, thorium a radium mají dlouhý poločas rozpadu, proto, na rozdíl od prvků s krátkým poločasem rozpadu, přetrvávají v zemské kůře. Ve skutečnosti se však radioaktivní prvky nerozpadají přímo na stabilní, ale jejich rozpad prochází přes několik mezistupňů (nazývaných také rozpadové řady). Na základě tohoto poznatku by se dalo určit stáří Země přepočítáním obsahu původních složek a jejich rozpadových produktů. Průkopníky v tomto směru byl sám Rutherford a mladý chemik Bertram B. Boltwood. Boltwood začal jako první popisovat jednotlivé rozpadové řady a Rutherford objevil, že alfa-částice produkované alfa rozpadem zůstávají uzavřené v horninách jako atomy helia. William Ramsay zjistil rychlost emise alfa částic a Rutherford deklaroval, že obsah helia v horninách vypovídá o jejich věku. Toto schéma bylo sice nepoužitelné, ale bylo krokem správným směrem.
Boltwood se zaměřil na dokončení své práce na rozpadových řadách. V roce 1905 zjistil, že konečným produktem rozpadu radia je olovo. Již dříve bylo známo, že samotné radium vzniká rozpadem uranu. Rutherford se přidal k jeho práci a navrhl, že rozpadová řada radium-olovo by se mohla použít k datování hornin. Boltwood uskutečnil datace 26 vzorků hornin a vyšly mu výsledky mezi 92 až 520 miliony let. Tato práce poukázala také na to, že ve starších vrstvách musí být větší obsah olova než v mladších. Daná teorie však nezahrnovala možnost, že olovo mohlo být z horniny v průběhu věků vylouhováno. Zlepšení techniky přineslo i opětovné definování věku daných vzorků: 250 milionů až 1,3 miliardy let.

### Arthur Holmes a obhajoba radiometrického datování
Po publikaci Boltwoodových měření se geologové začali zajímat o radioaktivitu. Samotný Boltwood však práce na datování hornin zanechal, věnoval se rozpadovým řadám.
V Rutherfordových měřeních obsahu helia pokračoval Robert Strutt až do roku 1910. Jeho student Arthur Holmes pokračoval ve výzkumu radiometrického datování na základě obsahu olova (heliovou metodu považoval za neperspektivní). Vypracoval metodické postupy pro analýzu hornin daným datováním. Určil i věk nejstarší horniny – 1,6 miliardy let (udělal však závažnou chybu v tom, že v době vzniku horniny předpokládal pouze výskyt uranu a ne i olova).
V roce 1915 se na scénu dostává objev izotopů chemických prvků. Geologové si mysleli, že nové objevy radiometrické datace jen zkomplikují.
Holmes pokračoval ve svých pokusech a jejich zdokonalování, i když jeho výsledky byly dlouho ignorovány. Až v roce 1921 byl odměněn plody svého úsilí. V tomto roce se uskutečnil mítink Britské asociace pokroku ve vědě, kde byla započata široká diskuse o využití radiometrického datování. I když mnoho geologů tvrdošíjně odmítalo pokusy o zanesení fyziky do jejich oboru, nakonec byla v roce 1926 na podnět Americké akademie věd založena komise na zjištění věku Země. Holmes, jako vědec dlouhodobě se zabývající touto problematikou, byl jmenován členem této komise a vypracoval řadu zpráv o činnosti komise.
Závěry komise byly, že radiometrické datování je spolehlivá metoda k získání údajů o věku hornin. Součástí zpráv byly i metodické postupy, jakož i reference o možných chybách.

### Moderní radiometrické datování
Stáří 4,55 ± 0,07 miliardy let, velmi blízké dnes uznávanému stáří, určil jako první v roce 1956 americký geochemik Clair Patterson pomocí datování izotopů uranu a olova (konkrétně olova) na meteoritu Canyon Diablo.
V současnosti je radiometrické datování uznávaná metoda pro zjišťování věku hornin. Bylo vypracováno přes čtyřicet různých metod, které se používají k dataci materiálů různého věku i složení. Zakládá se na srovnání obsahu radioaktivních izotopů a produktů jejich rozpadu s použitím známých poločasů rozpadu. Mezi nejčastější radiometrické metody datování věku hornin patří metody K-Ar a U-Pb, nebo v současnosti se rozvíjející metoda datování pomocí stop po štěpení U238.